# Église évangélique luthérienne au Canada
L'Église évangélique luthérienne au Canada (Evangelical Lutheran Church in Canada en anglais) est la plus grande dénomination luthérienne au Canada avec 111 570 membres baptisés répartis en 519 congrégations. Elle est membre de la Fédération luthérienne mondiale, du Conseil canadien des Églises et du Conseil œcuménique des Églises. Elle a été fondée en 1986 à Winnipeg au Manitoba par la fusion de l'Evangelical Lutheran Church of Canada et de la section canadienne de la Lutheran Church in America (en).
L'Église est divisée en cinq synodes : la Colombie-Britannique, l'Alberta et les territoires du Nord, la Saskatchewan, le Manitoba et le Nord-Ouest de l'Ontario ainsi que l'Est du Canada.